# Sociedad Mexicana de Física
La Sociedad Mexicana de Física (SMF) es una asociación de físicos y demás colaboradores dedicados a contribuir en la investigación en distintas áreas de la física, así como organizar importantes eventos nacionales relacionados con esta ciencia, como las Olimpiadas de Física y los Encuentros de enseñanza. Esta sociedad también es responsable de la acreditación y supervisión del aprendizaje y la enseñanza en física a nivel medio superior y superior. Sus oficinas principales se encuentran en la Facultad de Ciencias de la UNAM, en la Ciudad de México. La SMF se divide en Divisiones Temáticas, las cuales son suborganizaciones de la sociedad enfocada a un área de la física en particular.
Revista Mexicana de Física es una publicación oficial de la SMF.

## Divisiones temáticas
Actualmente, la SMF está compuesta por nueve Divisiones Temáticas, las cuales son: División de Física Médica, División de Fluidos y Plasmas, División de Gravitación y Física Matemática, División de Óptica, División de Enseñanza de la Física, División de Partículas y Campos, División de Física Nuclear, División de Física de Radiaciones y División de Física Estadística.
Tiene dos divisiones regionales, en Puebla y en Tabasco.

## Convenios
La Sociedad Mexicana de Física tiene convenios con la American Physical Society (APS), con la Canadian Association of Physicists (CAP), con la Physical Society of Japan (PSJ) y la Sociedad Cubana de Física (SCF).

## Actividades
Algunas de las actividades que realiza la Sociedad Mexicana de Física se mencionan a continuación.

### Acreditación de la educación en Física
La organización encargada de acreditar los programas de educación en física es el Consejo de Acreditación de Programas Educativos en Física (CAPEF), conformada por la Sociedad Mexicana de Física y la Sociedad Matemática Mexicana. La función principal del CAPEF es supervisar e impulsar la calidad educativa de la física a nivel universitario.

### Encuentro Nacional de Divulgación Científica
Se celebró el XXVII Encuentro Nacional de Divulgación Científica en la Ciudad de San Luis Potosí, SLP de 2013. En el marco del  LVI Congreso Nacional de Física, enfocado a la enseñanza lúdica y no formal de la Ciencia.

### Encuentro de Enseñanza XIX
Se celebró el XIX Encuentro Nacional sobre la Enseñanza de la Física en el Nivel Medio Superior en Culiacán Rosales, Sinaloa del 1 al 3 de octubre de 2007. Entre los temas que se discutieron estuvieron las estrategias y métodos de enseñanza de los conceptos y fenómenos físicos y los procesos de acreditación de la enseñanza en física en el nivel medio superior.